# Jules Vanderheyde
Jules Marie Joseph Victor Louis Adrien Van der Heyde (Oostende, 13 februari 1861 - Gent, 2 december 1935) was een Belgisch volksvertegenwoordiger en senator.

## Levensloop
Jules Van der Heyde was een van de elf kinderen van Victor Van der Heyde (1832-1896) en van Valerie De Ridder. Hij trouwde in 1886 met Coralie Jean (1864-1936). Ze hadden twee zoons en een dochter die ongehuwd bleven. De jongste dochter, Ghislaine Van der Heyde (1905-1982), trouwde met dokter Jean-Jacques Bouckaert, rector van de Rijksuniversiteit Gent.
Hij promoveerde tot doctor in de rechten (1884) aan de Katholieke Universiteit Leuven en vestigde zich als advocaat in Oudenburg. Hij werd in Oudenburg gemeenteraadslid en schepen. Zijn zoon Paul Van der Heyde (1902-1953) werd later burgemeester van Oudenburg.
Hij werd in 1886 verkozen als provincieraadslid voor het kanton Gistel en bleef dit tot in 1896.
In 1896 werd hij verkozen tot katholiek volksvertegenwoordiger voor het arrondissement Oostende en vervulde dit mandaat tot in 1908. Van 1911 tot 1919 was hij senator voor hetzelfde arrondissement.
Hij was verder ook:
- bestuurder van de rederij Pêcheries d'Islande van de familie Baels,
- stichter (1877) en voorzitter (1902) van de Conferentie van Sint Vincentius a Paulo in Oostende.